# Jan Versleijen
Johannes Martinus Maria Versleijen, meglio noto come Jan Versleijen (Venlo, 29 dicembre 1955), è un allenatore di calcio e dirigente sportivo olandese.

## Palmarès

### Allenatore

#### Competizioni nazionali
- Coppa della Federazione calcistica degli Emirati Arabi Uniti: 1

Al-Jazira: 2007
- Coppa del Vicepresidente degli Emirati Arabi Uniti: 1

Al-Jazira: 2006-2007

#### Competizioni internazionali
- Coppa dei Campioni del Golfo: 1

Al-Jazira: 2007